# Zhang Lu (Regisseur)
Zhang Lu (chinesisch 張律, Pinyin Zhāng Lǜ; * 30. Mai 1962 in Yanbian, Jilin, Volksrepublik China) ist ein koreanisch-chinesischer Filmregisseur, Drehbuchautor und ehemaliger Schriftsteller. Er ist ein in dritter Generation im chinesischen Yanbian geborener Koreaner. Bevor er zum Film wechselte, war er ein Schriftsteller von Romanen und Kurzgeschichten. Anfang des 21. Jahrhunderts begann er als Filmemacher. Seine Arthouse-Filme erzählen die Geschichten von koreanischen Chinesen.

## Leben
Zhang lehrte chinesische Literatur als Professor an der Universität Yanbian. Als er 38 Jahre alt war, wettete er mit einem befreundeten Filmregisseur, dass jeder einen Film machen könne. Ohne technische Erfahrung, aber mit der Unterstützung von Freunden wie Lee Chang-dong drehte er seinen ersten Kurzfilm im Jahr 2001. Der Film schaffte es in den Kurzfilmwettbewerb der Internationalen Filmfestspiele von Venedige. Das sorgte für Aufsehen in der Festivalrunde. Er drehte weiter Filme und erhielt für Grain in Ear den Prix ACID-CCAS von der Association du Cinéma Indépendant pour la Diffusion. Im Zuge des Jeonju Digital Projects des Jeonju International Film Festival schuf er den mittellangen Dokumentarfilm Over There. Dieser wurde zu einem Langfilm mit dem Titel Scenery ausgeweitet und lief auf dem Busan International Film Festival.
2016 setzte Zhang das Filmdrama A Quiet Dream mit Han Ye-ri in tragender Rolle um. In dem Film versuchen drei Männer ihr Herz zu erobern, die von den Regisseuren Park Jung-bum, Yoon Jong-bin und Yang Ik-june gespielt werden.

## Filmografie
- 2001: 11-se (11세)
- 2003: Tang Poetry (당시)
- 2005: Grain in Ear (芒种; 망종)
- 2007: Desert Dream (경계)
- 2008: Chongqing
- 2008: Iri
- 2011: Dooman River (图们江; 두만강 Duman-gang)
- 2013: Scenery (Dokumentarfilm)
- 2014: Gyeongju (경주)
- 2015: Love and… (필름시대사랑)
- 2016: A Quiet Dream (춘몽 Chunmong)
- 2018: Ode to the Goose (군산: 거위를 노래하다 Gunsan: Geowi-reul Noraehada)
- 2019: Fukuoka
- 2023: Bai Ta Zhi Guang / The Shadowless Tower